# Janusius
Genre
Janusius est un genre de collemboles de la famille des Sminthuridae.

## Liste des espèces
Selon Checklist of the Collembola of the World (version du 18 août 2019) :
- Janusius annulatus (Kang & Lee, 2005)
- Janusius daisetsuzanus (Uchida, 1957)
- Janusius geumgangensis Dányi & Park, 2016
- Janusius sensibilis (Börner, 1909)
- Janusius sylvestris (Banks, 1899)

## Publication originale
- Bretfeld, 2010 : Fifth report on Symphypleona from Russia, and also a review of Deuterosminthurus kaplini Martynova, 1979 from Turkmenistan (Insecta, Collembola). Soil Organisms, vol. 82, no 3, p. 301-316.